# 古希亚清真寺
古希亚清真寺是孟加拉国巴里萨尔专区巴里萨尔市瓦齐尔普尔乌帕齐拉的一个清真寺。